# Гиуцос, Никос
Ни́кос Гиу́цос (греч. Νίκος Γιούτσος, на греческом языке звучит как Юцос; 16 апреля 1942, Кастория — 7 ноября 2023, Афины) — греческий футболист, играл на позиции нападающего.

## Биография

### Детство
Родился в селе Макрохори, ном Кастория, Западная Македония. В период гражданской войны село неоднократно подвергалось бомбёжке Королевской авиации, и Демократическая армия Греции отправила с согласия родителей 219 детей в страны Народной демократии восточной Европы. Подобная практика получила в историографии правого толка имя «педомазома», по аналогии с насильственным отбором мальчиков в янычары в период османского владычества. Гиуцос вместе с сестрой очутились в Венгрии в качестве беженцев, по сути в статусе сирот, поскольку мать осталась в Греции, а отец умер.
Он всегда с благодарностью вспоминал о заботе персонала венгерского интерната в отношении греческих детей-беженцев.

### Игровая карьера
Его карьере предшествовала игра в командах села «Белояннис», созданного греческими политическими эмигрантами в Венгрии.
Начинал карьеру в команде «Олимп» греческих политических эмигрантов, где его приметил и зачислил в свою команду венгерский клуб «Чепель», в котором отыграл четыре сезона. В Венгрии он был известен под именем Mikls Jucsov.
Играя в «Чепеле» он стал известен и в Греции. Первым земляка приметил посол Греции в Будапеште. Но идея его переезда-возвращению в Грецию осложнялась циркуляром греческих властей о запрете репатриации бойцов Демократической армии, хотя будучи ребёнком он не принимал участие в Гражданской войне.
Примечательно что содействие в его репатриации оказал известный в европейских соцстранах герой греческого Сопротивления Глезос, Манолис.
Летом 1964 года Гиуцос перешёл в «Олимпиакос», где отыграл 10 сезонов, за которые были выиграны четыре чемпионата и четыре Кубка Греции. Гиуцос был известен как результативный нападающий, за 10 лет он забил 100 мячей за красно-белых, благодаря чему был кумиром болельщиков. Характерен девиз болельщиков «эмпене Юцо» (переводится примерно как «влезай/рви Юцос», который стал нарицательной фразой и употребляется по сегодняшний день.
В 1974 году Гиуцос перешёл в «Этникос», в котором отыграл два сезона и завершил игровую карьеру.
Играл за сборную Греции, за которую сыграл 15 матчей и забил шесть мячей.

### Тренерская карьера
В 1994 году в течение некоторого времени был тренером «Олимпиакоса».

### Смерть
Скончался 7 ноября 2023 года в больнице города Афины от отёка лёгких.

## Титулы
«Олимпиакос»
- Чемпион Греции (4): 1965/66, 1966/67, 1972/73, 1973/74
- Обладатель Кубка Греции (4): 1964/65, 1967/68, 1970/71, 1972/73